# Траян (охранител)
Вижте пояснителната страница за други личности с името Траян.
Траян (Traianus; fl. 537-541) е бил охранител на източноримския генерал Велизарий.
През 537/538 г. той се отличава по време на обсадата на Рим от готите. През 541 г. той придружава Велизарий в Месопотамия, където Велизарий се бие против сасанидите. Траян често e споменаван от Прокопий.